# 南吉井村
南吉井村（みなみよしいむら）は、1956年（昭和31年）まで愛媛県の温泉郡にあった村であり、現在の東温市の中西部に位置する。

## 地理
現在の東温市の中西部。重信川中流の右岸で、同河川が南流し表川と合流し扇状地を形成する地点にあたる。重信川に沿っていくつかの泉が存在する。
地名の由来
古代から吉井郷という名が見られ、その南部に属することから南吉井村となった。現在でも南吉井小学校などの名にみられる。

## 歴史
藩政期
- 松山藩領。

明治以降
- 1889年（明治22年） 12月15日 - 成立。当初は下浮穴郡に属した。
- 1897年（明治30年） 4月1日 - 温泉郡に所属。
- 1899年（明治32年） 10月4日 - 伊予鉄道横河原線開通。田窪駅（現在の牛渕駅）開業。
- 1907年（明治40年） 3月20日 - 田窪郵便局（現在の重信郵便局）設置。
- 1914年（大正03年） 4月 - 小野・久米・石井・浮穴・南吉井五ヶ村入山組合設立[1]。
- 1927年（昭和02年） - 南吉井尋常小学校の校舎一部焼失、村民が山林を売却し再建費用を捻出。
- 1938年（昭和13年） 9月4日 - 傷痍軍人愛媛療養所（現在の国立病院機構愛媛医療センター）建設に合わせ見奈良駅開業。
- 1943年（昭和18年） - 重信川氾濫、北野田で被害。
- 1945年（昭和20年） - 南吉井国民学校の校舎全焼。
- 1947年（昭和22年） - 小学校再建にともなう財政難により単独での中学設立を断念。北吉井村と共立で吉井中学校設置。
- 1948年（昭和23年） - 東温高校開校。
- 1956年（昭和31年） 9月1日 - 拝志村、北吉井村との合併により重信町となる。

```
南吉井村の系譜
（町村制実施以前の村）　（明治期）
見奈良　━━┓
田窪　　━━┫
牛渕　　━━╋━━━━━　南吉井村　━━━┓ （昭和31年9月1日合併）
南野田　━━┫　　　　　　        　　　　┃
北野田　━━┛　　　　　　　　    　　　　┣━━　重信町
　　　　　　　  　　　　　　　　　        ┃
　　　　　　　　　　　　 北吉井村　 ━━━┫
　　　　　　　　 　        　　　  　 　　┃
　　　　　　　　　       拝志村 　  ━━━┛
（注記）北吉井村、拝志村の旧村については、それぞれの村の記事を参照のこと

```

## 地域
見奈良（みなら）、田窪（たのくぼ）、牛渕（うしぶち）、北野田（きたのだ）、南野田（みなみのだ）の5つの大字があった。いずれも明治の村制発足前からの旧村であり、重信町になっても大字として存続した。
役場は大字牛渕においた。昭和30年人口5,198人。

## 行政
役場
はじめ大字牛渕の旧庄屋宅を代用した。1914年（大正3年）、御大典事業により牛渕に役場を建造した。重信町成立当初はこの役場が町役場としても活用された。
なお1964年（昭和39年）、重信町役場が大字見奈良に新設され、2000年（平成12年）に町役場は同じ見奈良内で移転、現在も東温市役所として機能している。

## 産業
重信川の氾濫原に位置するため新田の開発は遅れた。

## 交通
伊予鉄道横河原線が開通している。

## 名所・旧跡
- 浮嶋神社（大字牛渕字牛頭森）[2]
- 三島神社（大字北野田字北野）[3]
- 宇気洲神社（大字田窪字海稲）[4]
- 香積寺（大字田窪）[5]
- 道音寺（大字牛渕）[6]